# Florentino Portero
Florentino Portero Rodríguez (Madrid, 7 de mayo de 1956) es un historiador y analista de relaciones internacionales español.

## Biografía
Nacido el 7 de mayo de 1956 en Madrid, su tesis de licenciatura versó sobre Francisco Silvela, al que ha dedicado posteriormente varios artículos. Su tesis doctoral, dirigida por Javier Tusell, giró en torno la respuesta española al aislamiento internacional que se produjo durante el franquismo. Para Florentino Portero, el régimen franquista dio lugar a una ruptura de la tradición diplomática anterior. Coeditó junto a Tusell Antonio Cánovas y el sistema político de la Restauración (1998). Miembro fundador del Grupo de Estudios Estratégicos (GEES) —del que fue secretario general hasta 2009—, think tank afín a posturas neoconservadoras, colaboró en la obra colectiva Qué piensan los neocons españoles. También ejerce de profesor de historia contemporánea de la Universidad Nacional de Educación a Distancia. Desde 2021 colabora como columnista en el medio digital El Debate.